# Razafimandimbisonia minor
Razafimandimbisonia minor là một loài thực vật có hoa trong họ Thiến thảo. Loài này được (Baill.) Kainul. & B.Bremer mô tả khoa học đầu tiên năm 2009.